# Pak 43

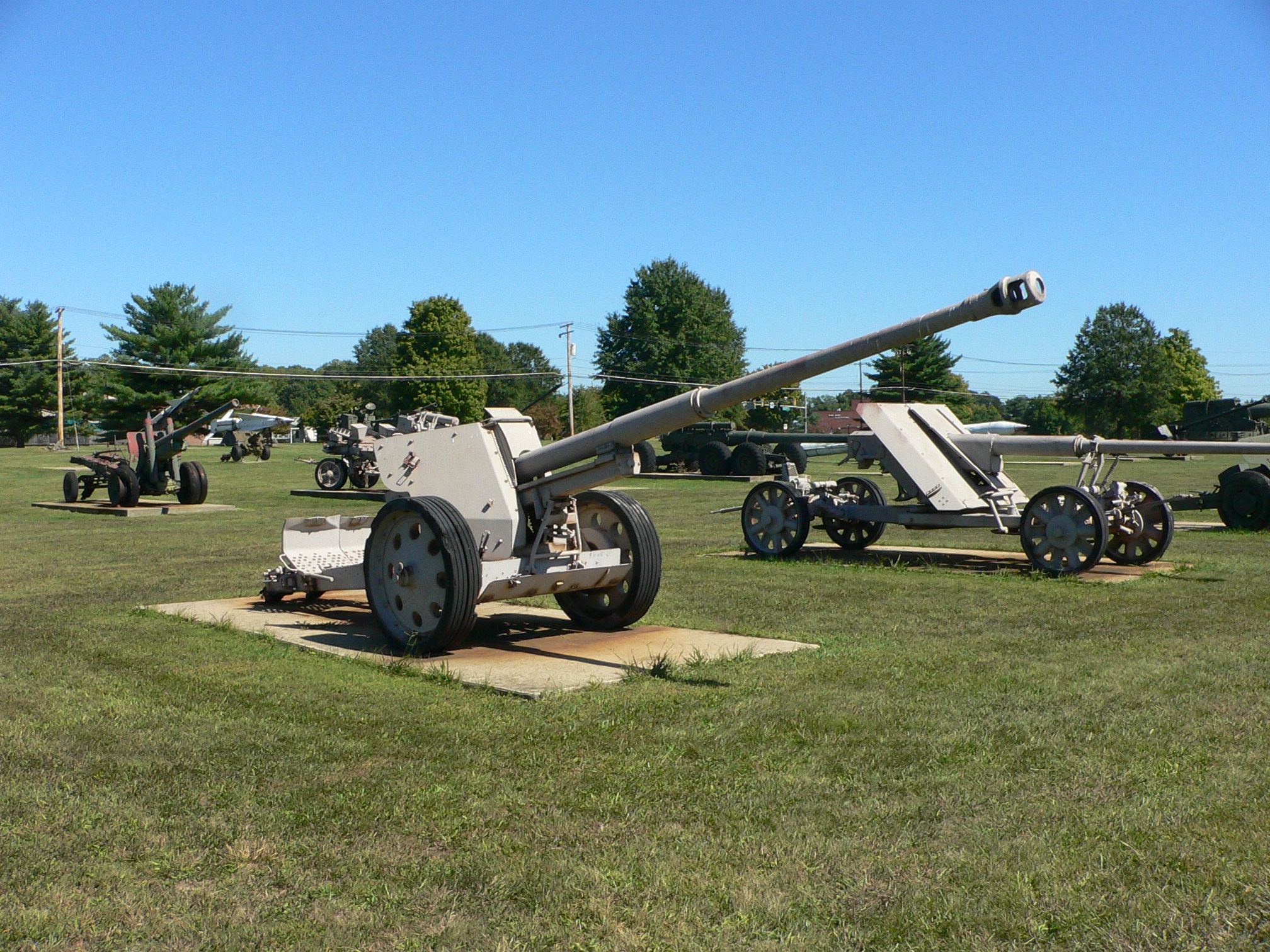
Pak 43/41 (на переднем плане) и Pak 43 (справа) в United States Army Ordnance Museum

8,8 cm Pak. 43 (8,8 cm Panzerjägerkanone 43) — немецкая 88-мм противотанковая пушка времён Второй мировой войны. Термин нем. Panzerjägerkanone в переводе дословно означает «пушка охотников на танки» и является стандартным наименованием для всех немецких орудий этого класса начиная с весны 1941 года; аббревиатура Pak., использовавшаяся ранее для Panzerabwehrkanone, сохранена. Индекс «43» соответствует году постройки первого опытного образца.

## История создания
Разработка Pak 43 была начата в конце 1942 года фирмой «Крупп» (Krupp A.G.). Необходимость создания для немецких сухопутных сил очень мощной противотанковой пушки диктовалась постоянно увеличивающейся бронезащитой танков стран антигитлеровской коалиции. Другим стимулом была нехватка вольфрама, использовавшегося тогда в качестве материала для сердечников подкалиберных снарядов 75-мм пушки Pak 40. Постройка более мощного орудия открывала возможности по эффективному поражению сильнобронированных целей обычными стальными бронебойными снарядами.
Базой для Pak 43 послужило 88-мм зенитное орудие Flak 41 с длиной ствола в 71 калибр и заимствована его баллистика. Изначально Pak 43 разработана для установки на специализированном крестообразном лафете, унаследованном от зенитной пушки. Но таких лафетов не хватало, и они были излишне сложными в производстве; поэтому с целью упрощения конструкции и уменьшения габаритов качающаяся часть Pak. 43 была смонтирована на классическом лафете с раздвижными станинами от 105-мм лёгкой пушки 10 cm le K 41 (10 cm Leichte Kanone 41). Этот вариант получил обозначение 8,8 cm Pak 43/41. В 1943 году новые пушки дебютировали на поле боя и их производство продолжалось до конца войны. Из-за сложной технологии производства и высокой стоимости было выпущено всего 3502 таких орудий.
Варианты Pak 43 использовались для самоходно-артиллерийских установок (САУ), была разработана танковая пушка KwK 43. Этими орудиями вооружались легкобронированная противотанковая САУ «Nashorn» («Hornisse») (8,8 cm Pak. 43/1), истребители танков «Фердинанд» (8,8 cm Pak. 43/2, раннее обозначение Stu.K. 43/1) и «Ягдпантера» (8,8 cm Pak. 43/3, раннее обозначение Stu.K. 43), тяжёлый танк PzKpfw VI Ausf B «Tiger II» или «Королевский тигр» (8,8 cm Kw.K. 43).
Несмотря на официальное задокументированное именование как «8,8 cm Panzerjägerkanone 43» в послевоенной литературе часто используется более широкий общий термин «Panzerabwehrkanone».

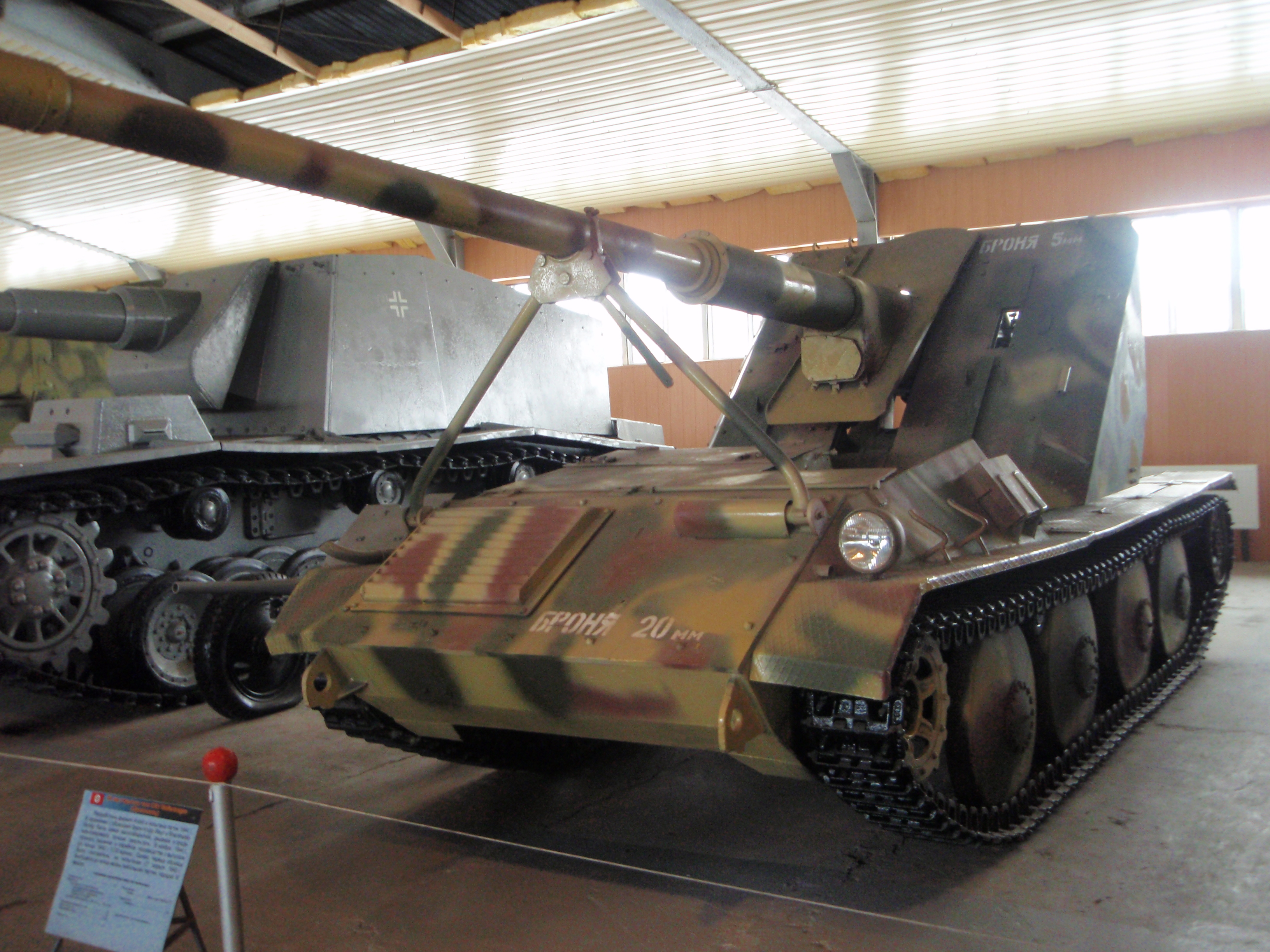
САУ Waffenträger

## Боевое применение

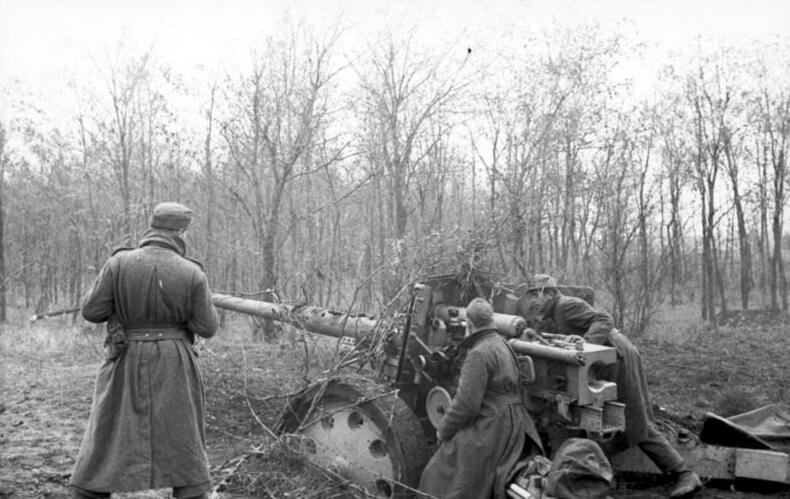
Декабрь 1943, УССР

Противотанковая пушка Pak 43 в 1943—1945 гг. показала себя очень эффективным средством против любого воевавшего танка союзников. Надёжную защиту от её огня удалось реализовать только в советском тяжёлом танке ИС-3, не принимавшем участия в боевых действиях во Второй мировой войне. Предыдущая модель советского тяжёлого танка ИС-2 образца 1944 года была лучшей по стойкости против огня Pak 43 среди воевавших машин. В общей статистике по безвозвратным потерям ИС-2 поражения от 88-мм пушек составляют около 80 % случаев. Любой другой танк СССР, США или Великобритании вообще не предоставлял своему экипажу хоть какой-нибудь защиты от снарядов Pak 43.
С другой стороны, орудие Pak 43 было чрезмерно тяжёлым: его масса составляла 4400 кг в боевом положении. Для транспортировки Pak 43 требовался достаточно мощный специализированный тягач. Проходимость сцепки тягача с орудием на слабых грунтах была неудовлетворительной. Тягач и буксируемая им пушка были уязвимы на марше и при разворачивании на боевой позиции. Кроме того, в случае фланговой атаки противника было затруднительно повернуть ствол Pak 43/41 в угрожаемом направлении. Иную ситуацию имела пушка Pak 43 на четырёхколёсном лафете, позволявшего вести огонь по бронетехнике во всех направлениях, то есть на 360°, также имея угол возвышения и склонения от −8 до +40°. Повозка лафета имела независимое подрессоривание для каждого колеса. При переводе из походного положения в боевое пушка опускалась на четыре опоры, которые придавали ей устойчивость во время стрельбы в любом направлении и при всех углах возвышения. Горизонтирование пушки производилось по уровням домкратом, расположенным на концах продольной балки повозки. Для защиты расчёта и материальной части пушки от поражения осколками снарядов и пулями на верхнем станке было установлено щитовое прикрытие. Помимо этого, в боевом положении Pak 43 на четырёхосном лафете была ниже Pak 43/41 (немецкие солдаты дали Pak 43/41 неофициальное название «Амбарные ворота» за большие размеры), что существенно облегчало маскировку орудия на местности, и легче. Тяжёлые противотанковые пушки стран антигитлеровской коалиции (советская 100-мм полевая пушка образца 1944 года (БС-3) и британская 17-фунтовка), относительно близкие к Pak 43/41 по бронебойным способностям, были существенно легче и меньше страдали от отмеченных выше ограничений. Вторым недостатком Pak 43, помимо большой массы, было относительно слабое действие по небронированным целям. При всех своих отличных баллистических данных орудие было малоподвижным из-за большой массы. Если эта пушка вступала в бой с танками, то она часто не имела возможности прекратить его: она должна была либо уничтожить противника, либо быть уничтоженной сама. Таким образом, следствием большой массы были очень высокие потери в материальной части и личном составе.

## Характеристики и свойства боеприпасов
| Номенклатура боеприпасов                                                   |                               |                   |                                                                        |
| Тип                                                                        | Немецкое наименование снаряда | Масса снаряда, кг | Масса ВВ                                                               |
| Калиберные бронебойно-трассирующие снаряды (начальная скорость 1000 м/с)   |                               |                   |                                                                        |
| Бронебойно-трассирующий с узкими ведущими поясками (12,3 мм)               | Panzergranate 39-1            | 10,2              | 64 г флегматизированного гексогена                                     |
| то же                                                                      | Panzergranate 39-1 Al         | 10,2              | ок. 60 г флегматизированного гексогена с добавлением алюминиевой пудры |
| Бронебойно-трассирующий с широкими ведущими поясками (17,8 мм)             | Panzergranate 39/43           | 10,2              | 64 г флегматизированного гексогена                                     |
| то же                                                                      | Panzergranate 39/43 Al        | 10,2              | ок. 60 г флегматизированного гексогена с добавлением алюминиевой пудры |
| Бронебойно-трассирующий подкалиберный снаряд (начальная скорость 1130 м/с) |                               |                   |                                                                        |
| Бронебойно-трассирующий подкалиберный                                      | Panzergranate 40/43           | 7,3               | отсутствует                                                            |
| Осколочно-фугасные снаряды (начальные скорости 700 и 750 м/с)              |                               |                   |                                                                        |
| Осколочно-фугасная граната с узкими ведущими поясками (12,3 мм)            | Sprenggranate Flak. 41        | 9,4               | 1 кг аммотола 40/60 или тротила                                        |
| Осколочно-фугасная граната с широкими ведущими поясками (17,8 мм)          | Sprenggranate 43              | 9,4               | то же                                                                  |
| Кумулятивные снаряды (начальная скорость 600 м/с)                          |                               |                   |                                                                        |
| Кумулятивный снаряд с узкими ведущими поясками (12,3 мм)                   | Granate 39 Hl                 | 7,65              | 640 г флегматизированного гексогена в бумажном футляре                 |
| Кумулятивный снаряд с широкими ведущими поясками (17,8 мм)                 | Granate 39/43 Hl              | 7,65              | то же                                                                  |